# Fejlődő országok lexikona
A Fejlődő országok lexikona (közkeletű rövidítése FOL) 1973-ban jelent meg Budapesten az Akadémiai Kiadó gondozásában. Szerkesztőinek, szerzőinek célja szerint az 1327 oldalas lexikon műfajához képest részletes tájékoztatást ad Afrika, Ázsia, Latin-Amerika korabeli fejlődő országainak történelméről, politikai, gazdasági és kulturális életéről a gyarmatosítás előtt, alatt és után. A kötetben szerepelnek ezeknek az országoknak, területeknek a kiemelkedő személyiségei, politikai mozgalmai, szervezetei.

## Szerkesztői, szerzői
A lexikon főszerkesztője Kende István volt, rajta kívül a szerkesztő bizottság tagjai Bácskai Tamás, Chrudinák Alajos, Kádár Béla, Kubik István, Simai Mihály. A mintegy száz cikkszerző között általában a kor neves szakértői szerepelnek, de lehetőséget kapott a Marx Károly Közgazdaságtudományi Egyetem nemzetközi kapcsolatok szakának néhány végzős hallgatója is.

### Szerzőinek listája
A szerkesztőkön kívül, akik maguk is írtak szócikkeket, a következő szerzők vettek részt a lexikon megalkotásában:
| - Ács Tibor - Babirák Ilona - Balázs Béláné - Balogh István - Bányász Rezső - Barabás János - Bathó Endre - Báti László - Béla Imre - Bende József - Benedeczki János - Bíró Klára - Blahó Endre - Bokorné Szegő Hanna - Bögös László - Brüll Mária - Burró Erzsébet - Cukor György - Demény János - Dobozi István - Farkas Péter - Farkas Péterné - Felvinczy Tamás - Fenyő Béla - Forgács Marcell - Fort Péter - Garam Katalin - Gecse Attila | - Gulyás András - Gyomai György - Herczegh Géza - Inotai András - Ivánka Anikó - Jánosi György - Kalász Lajos - Karcsai Károly - Kemenes Egon - Kepes Imre - Kerekes György - Koltay Jenő - Koppányi Vilmos - Kőszegi Lászlóné - Krizsán László - Lajos Gézáné - Láng Péter - Lénárt Levente - Lévai Sándor - Lipovecz Iván - Makai György - Mándi Péter - Mányik Pál - Marton Imre - Molnár Sándor - Nagy György - Nyerges János | - Ónody György - Orosz Árpád - Palánkai Tibor - Palotás Rezső - Páricsy Pál - Patkó Imre - Pécsi Jánosné - Pőcs Ervin - Preisz István - Rigó Tibor - Rockenbauer Pál - Salgó László - Sándor Lavínia - Sömjén Tamás - Surányi Sándor - Sütő Gábor - Szentes Tamás - Szil Péter - Szilágyi Zoltán - Szita János - Szurovi Géza - Varga-Perke József - Várnai Iván - Vas-Zoltán Péter - Verő Ubul - Vida László - Wittmann Tibor - Zalai István |

## A lexikon tárgya
A lexikon tárgyának meghatározásához természetesen meg kellett határozni a fejlődő országok fogalmát, ami tulajdonképpen egy eufemizmus volt akkoriban és azóta is, hiszen ezekre az országokra sokkal jobban illett a gazdaságilag elmaradott országok vagy a harmadik világ országai kifejezés. Ezért a lexikon ezt a fogalmat a saját céljai számára a következőképen határozta meg: a korábban vagy egyidejűleg gyarmati sorban lévő államok; A függetlenség elnyerése után is a gazdasági és társadalmi elmaradottság körülményei között létező országok; kivéve a kor államszocialista, a szocialista világrendszerhez tartozó országait. Földrajzilag Latin-Amerika (Kuba kivételével), Afrika egésze, valamint Ázsia és Óceánia (az ottani fejlett tőkés országok valamint a szocialista országok kivételével) tartozik a lexikon tárgyához.
Szakterületét illetően a lexikon politikai-társadalmi jellegű, nem terjed ki a szóban forgó országok földrajzára, néprajzára, irodalmára, művészetére. Ellenben viszonylag nagy részletességgel, inkább enciklopédikus, mint lexikon-jelleggel tárgyal a témához tartozó fogalmakat, mint a belső gyarmatosítás, félgyarmat, államkapitalizmus, nem kapitalista út, pánafrikanizmus. A címszavak körébe bevonja a fejlődő országok gazdasági életében fontos szerepet játszó terményeket és nyersanyagokat, a politikai életükben fontos sajtótermékeket, összefoglalóan ismerteti az egyes nagyhatalmak gyarmatosító tevékenységét, és szerepeltet olyan fogalmakat is, amelyek csak egy-egy országgal kapcsolatban fontosak (asimilado, askenazi, pária, várna).
A lexikon nagy gondot fordít az egyes szervezetek, intézmények idegen hivatalos elnevezéseinek, rövidítéseinek közlésére, a megfelelő magyar fordítás, átírás rögzítésére.
A lexikon adatai 1973. január elsejével zárulnak, de néhány kivételes esetben későbbi változásokat is figyelembe vettek, egészen az év szeptemberéig.